# Leonidas Pyrgos
Leonidas "Leon" Pyrgos, född 1874 i Mantineia, grekisk fäktare som tog guldmedaljen i florett vid de olympiska sommarspelen 1896 i Aten och blev den förste grekiske olympiske mästaren i modern tid.